# Waldemar Bache
Jørgen Waldemar Assenius Bache (12. februar 1860 i Bogense – 3. april 1932 om bord på M/S Java i Det Røde Hav på hjemrejse fra Kina) var en dansk embedsmand og kammerherre.
Han var søn af læge Jens Holger Assenius Bache og dennes 1. hustru Margrethe Rohmann, blev 1879 student fra Roskilde Katedralskole og 1885 cand. jur., samme år assistent i Finansministeriets 1. revisionsdepartement, 1893 kammerjunker, 1903 fungerende fuldmægtig og senere samme år kongeligt udnævnt, blev 1910 kontorchef, 26. juli 1911 Ridder af Dannebrogordenen, 29. august 1919 Dannebrogsmand, 1923 kammerherre, fik 1926 afsked fra statstjenesten og blev 10. januar 1930 Kommandør af 2. grad af Dannebrog. Derudover bar Bache en lang række udenlandske ordener og medaljer.
Han var 1911-15 formand for Akademisk Orkester, medlem af bestyrelsen for Den danske Ballets private pensionsfond, formand for Det Kongelige Teaters pensionskasse, medlem af Revisionsudvalget for De Danske Kongers Kronologiske Samling og 1920-25 leder af Dansk Røde Kors' Centralbureau for Krigsfangehjælp.
Bache blev gift 1. gang 20. januar 1893 i Garnisons Kirke med Thyra komtesse Ahlefeldt-Laurvig (5. september 1862 i Søllerød - 22. december 1893 i København), datter af premierløjtnant, senere hofjægermester Frederik greve Ahlefeldt-Laurvig og Louise Oline Julie Charlotte Neergaard. 2. gang ægtede han 20. oktober 1899 i Krogstrup Kirke Marie Elisabeth baronesse Bille-Brahe (7. november 1863 i Skanderborg - 9. februar 1943 i Vordingborg), datter af stiftamtmand, baron Christian Bille-Brahe. Ægteskabet blev opløst, hvorefter hun ifølge kgl. bevilling af 11. november 1912 førte navnet Bille-Brahe og titlen baronesse. 
Han er bisat i Christians Kirke.